# إيمانويل جيلارد
إيمانويل جيلارد (بالفرنسية: Emmanuel Gaillard)‏ هو محامي فرنسي، ولد في 1952.